# (3616) Glazunov
(3616) Glazunov ist ein Asteroid des Hauptgürtels, der am 3. Mai 1984 von der ukrainisch-sowjetischen Astronomin Ljudmyla Schurawlowa an der Zweigstelle Nautschnyj des Krim-Observatoriums (IAU-Code 095) in Nautschnyj entdeckt wurde.
Benannt wurde der Asteroid am 4. Juni 1993 nach dem russischen Künstler Ilja Sergejewitsch Glasunow (1930–2017).